# North Bergen

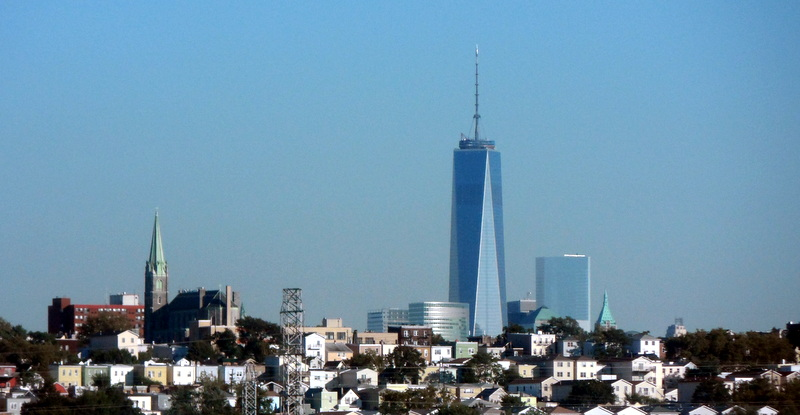
Vy från norr i riktning mot North Bergen, med One World Trade Center på Manhattan i bakgrunden.

North Bergen är en kommun (township) i Hudson County i nordöstra delen av den amerikanska delstaten New Jersey, med 60 773 invånare vid 2010 års folkräkning. Kommunen tillhör den tätbefolkade centrala delen av New Yorks storstadsregion, och gränsar i öster till Hudsonfloden och Manhattan.

## Geografi
Området ligger i centrala New Yorks storstadsregion nära Manhattan och är mycket tätbebyggt, men på grund av det kraftigt kuperade landskapet och våtmarkerna finns fortfarande vissa mindre oexploaterade områden. North Bergens geografi domineras i den nordöstra delen av klippbranten New Jersey Palisades, som sluttar ner mot Hudsonflodens västra strand. I västra delarna av kommunen finns låglänta våtmarker omkring Hackensack River.